# Meniscomorpha grossa
Meniscomorpha grossa là một loài tò vò trong họ Ichneumonidae.